# 王迪 (音樂家)

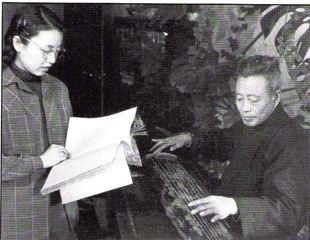
王迪在為管平湖記譜

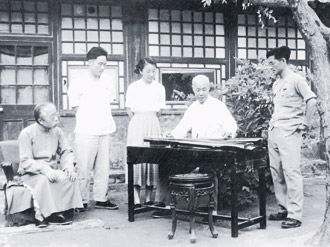
王迪（中）和溥雪齋（左起）、鄭珉中、許健（右一）等人在北京古琴研究會四合院裡聽汪孟舒彈琴

王迪（1926年10月26日—2005年4月26日），北京人。民族音樂學者，古琴演奏家，管平湖之弟子、瑞典漢學家林西莉之古琴教師。

## 生平
1923年（民國12年）10月26日，王迪於北京出生，13歲時因為從收音機里聽到了管平湖的琴聲而決定前往後者家中學琴，被管平湖收為弟子。兩人一直保持著友好的師生關係。
1947年考入中法大学化学系，但因為肺部对化学過敏而病倒，於是在次年年考入国立北平艺术专科学校（後併入中央音樂學院）音乐系，师从江定仙學習现代音乐学。1950年她进入中央音乐学院音乐研究部開始实习，1953年留任。
自1953年起，王迪與管平湖一起整理古琴譜，次年3月27日中央音樂學院中國音樂研究所成立，王迪與管平湖、许健一起成立“古琴研究小组”。1954年10月10日研究所旗下的北京古琴研究会成立，王迪是其中最年輕的成員。中華人民共和國文化部為研究會撥款在北京兴华胡同（即今兴华寺街18号）買下一棟四合院，後來王迪在這裡教過瑞典人林西莉彈琴。
1956年與查阜西、许健组建“古琴普查小组”，花費三個月時間到全國各地採訪了20多個城市的86位琴家，錄得262首琴曲，一路上王迪擔任首席記錄者。她和許健記的譜在1962年出版為《古琴曲集》。
文化大革命爆發之後和許多其他古琴家一樣被打倒，下放到江南種地。文革結束之後在1978年開始整理以前搜集到的資料，在1983年出版《琴歌》曲集，錄有琴歌52首，這是現代最早的琴歌彙編。
1984年時曾為峨眉电影制片厂的電影《卓文君與司馬相如》配樂。
1991年9月5日至1992年7月間，王迪应哈佛大学音乐系教授赵如兰邀请，先后前往美國的哈佛大学、波士顿大学、衛斯理大學讲学。之後在同年前往日本茨城參加东皋学术研讨会。2001年和2003年前往台灣講學。
2004年7月参加文化部外联局在华宝斋举办的古琴名家演奏会，這成為她的最後一次公開演出。當年11月中旬因發現肺部感染而住院，在病中完成了紀念顾梅羹的最後一篇作品。病中很少見客，唯獨破例接見了當年的弟子林西莉。次年4月26日因搶救無效在北京逝世。
其遺稿被整理為《弦歌雅韻》，在2007年出版。

## 軼事
1956年古琴研究會參加“第一届全国音乐周”开幕式，合奏《平沙落雁》。结束时得到毛澤東和周恩來的接見，管平湖將王迪介紹給了周恩來，後者曾邀請王迪跳舞，這被王迪當做很榮耀的一件事。
按王迪自述，她自小學習琴歌，邊彈邊唱，但後來發現很多琴家都只弹不唱，因怕被人當做“江湖派”而從此噤若寒蝉。但實際上後來她的許多作品，例如《琴歌》、《中国古代歌曲长河》第二輯等都是以琴歌為主題的。

## 外部連結
- 王迪講座錄影 （页面存档备份，存于），香港中文大學圖書館「卞趙如蘭特藏」，其中包含〈良宵引〉、〈漁歌〉（節本）、〈平沙落雁〉、〈流水〉等曲。
- 王迪古琴音樂作品
- YouTube上的2001年王迪在臺北中山堂演奏古琴曲〈漁歌〉